# Торк, Леон
Леон Жорж Жан Жозеф Торк (фр. Léon Georges Jean Joseph Torck; 1 марта 1903, Гент — 29 августа 1969, Гентбрюгге, ныне в составе Гента) — бельгийский композитор и музыкальный педагог.
На протяжении большей части жизни был связан с Гентской консерваторией: окончил её, с юношеских лет преподавал фортепиано, затем в 1932—1936 гг. сольфеджио, с 1936 г. гармонию, с 1947 г. вновь сольфеджио, уже в ранге профессора; одновременно в 1935—1954 гг. был директором музыкальной школы в пригороде Гента Гентбрюгге. Наконец, в 1954—1968 гг. Торк занимал пост директора Гентской консерватории. Среди его учеников Станислас Деримакер.
Автор кантат «Обращение Святого Губерта» (фр. La Conversion de St. Hubert; бельгийская Римская премия за 1933 год) и «Геро и Леандр», оратории «Башни» (фр. Les Tours) на стихи Эмиля Верхарна, других хоровых и симфонических сочинений, фортепианного и скрипичного концертов (премьеру последнего исполнил в 1964 году Жорж Октор), песен. Произведения Торка лежали в русле романтической традиции.